# Turid Jespersen
Liv Turid „Tu“ Jespersen (* 22. Februar 1917 in Kristiania (Oslo), Norwegen; † 17. Januar 1991 in Lincoln, Loudoun County, VA, Vereinigte Staaten) war eine norwegische alpine Skirennläuferin.
Jespersen war während ihrer kurzen Karriere eine der großen jungen Hoffnungen im norwegischen alpinen Skilauf der frühen 1930er Jahre. Sie war 1935 Teilnehmerin der Alpinen Skiweltmeisterschaft und 1936 Mitglied der norwegischen Damenmannschaft für die Olympischen Winterspiele in Garmisch-Partenkirchen.

## Biografie

### Kurze sportliche Karriere
Turid Jespersen nahm 1935 als 18-Jährige und als erst zweite Norwegerin überhaupt an den alpinen Skiweltmeisterschaften in Mürren in der Schweiz teil.
Sie erzielte dabei im Abfahrtslauf unter 31 Starterinnen den 26. Platz, bewies aber ihr Können im Slalomwettbewerb, in dem sie den Kurs am Allmendhübel-Sattel als siebte beendete und sich dabei vor damaligen arrivierten Größen der Skiwelt wie Hadwig Pfeifer-Lantschner, Jeanette Kessler, Esmé MacKinnon und Helen Boughton-Leigh sowie der gesamten österreichischen Mannschaft platzierte. In der Alpinen Kombination kam sie mit dem Ergebnis aus dem Torlauf noch auf den 14. Rang.
Im Jahr darauf war sie neben Laila Schou Nilsen, Johanne Dybwad und Nora Strömstad als Teilnehmerin an der Alpinen Kombination bei den Olympischen Winterspielen von 1936 in Garmisch-Partenkirchen vorgesehen. Bei einem Trainingssturz brach sie sich ein Bein und musste den olympischen Wettbewerb auslassen. Auch ein Start an der kurz darauf ausgetragenen Alpinen Skiweltmeisterschaft in Innsbruck war damit unmöglich geworden.

### Privates
Liv Turid war die Tochter des aus Skien in der Provinz Telemark stammenden norwegischen Olympiasiegers im Turnen Per Jespersen (1888–1964) und dessen Ehefrau, der Musiklehrerin Anna Pauline, geb. Johnsen (1889–1964). Sie wurde 1917 in Kristiania (Oslo) geboren und hatte einen älteren Bruder, Finn Varde Jespersen (1914–1944).
Während der Zeit der Besetzung Norwegens durch das Deutsche Reich im 2. Weltkrieg fungierte sie einige Zeit als Kurier für den norwegischen Widerstand in dem sie wichtige Nachrichten auf Skiern laufend von einem geheimen Stützpunkt zum anderen brachte. Etwa um 1941 folgte sie ihrem Bruder Finn nach Kanada, der sich nach dem Einmarsch der deutschen Truppen in Norwegen dorthin absetzte und als Kampfpilot auf Seiten der Alliierten für die Befreiung seines Landes kämpfte. In Kanada lernte sie ihren ersten Ehemann Fritz Thoresen, einen norwegischen Militärpiloten und Fluglehrer kennen. Die beiden heirateten und lebten in der Nähe der Stadt Toronto in der auf einer der Toronto Islands errichteten Militärsiedlung „Little Norway“, wo 1943 ihr Sohn Kjell, ihr einziges Kind, zur Welt kam.
Nach dem Zweiten Weltkrieg kehrte die Familie nach Oslo zurück. Fritz Thoresen arbeitete als Pilot für die Scandinavian Airlines und die norwegische Fluglinie Braathens. Er verunglückte 1960 als Passagier beim Absturz einer SAS Caravelle über Ankara. Turid wanderte nach dem Tod ihres Ehemannes in die USA aus und lebte erst im Raum Washington, D.C., wo sie in den nahen Appalachen als Skilehrerin tätig war. Ihr bekanntester Kunde war der US-amerikanische Astronaut und spätere Senator John Glenn. Im Rahmen des Skiunterrichts lernte sie ihren zweiten Ehemann Lorenzo Custis Lewis aus Lincoln, Virginia kennen, mit dem sie ihr weiteres Leben in dessen Heimatstadt am Fuße der Blue Ridge Mountains verbrachte. Während dieser Zeit arbeitete sie als Mit-Autorin die Kriegsmemorabilien ihres im Luftkampf über der Normandie gefallenen Bruders auf. Das Buch wurde 1983 in Norwegen von J. W. Cappelen veröffentlicht.
Turid Jespersen blieb bis zuletzt eine eifrige Skilangläuferin. Sie verstarb im 74. Lebensjahr am 17. Januar 1991 an den Folgen eines Schlaganfalles und wurde in ihrer norwegischen Heimat, in Lardal, Provinz Vestfold neben ihrem ersten Ehemann und ihrem einzigen Sohn beigesetzt. Ihr zweiter Ehemann Lorenzo verstarb fast auf den Tag genau sechs Jahre später in Lincoln, Loudoun County, Virginia.

## WM-Ergebnisse
- Mürren 1935: 7. Slalom, 14. Kombination, 26. Abfahrt